# Stoa d'Attale
Pour les articles homonymes, voir Stoa (homonymie) et Attale.
La stoa d'Attale (en grec moderne : Στοά του Αττάλου) est un portique hellénistique situé dans la partie orientale de l'agora d'Athènes. 

## Histoire
Le monument fut construit par Attale II Philadelphe, roi de Pergame, vers 150 av. J.-C., en remerciement de l'éducation qu'il avait reçue dans la cité attique. 
La stoa a été reconstruite à l'identique, en s'appuyant sur une étude archéologique précise de 1953 à 1956 par l'École américaine d'archéologie, grâce au financement de John D. Rockefeller. Elle garde apparent quelques vestiges des fouilles intégrés à la nouvelle structure dans sa partie nord. Elle abrite désormais le musée de l'Agora antique d'Athènes.

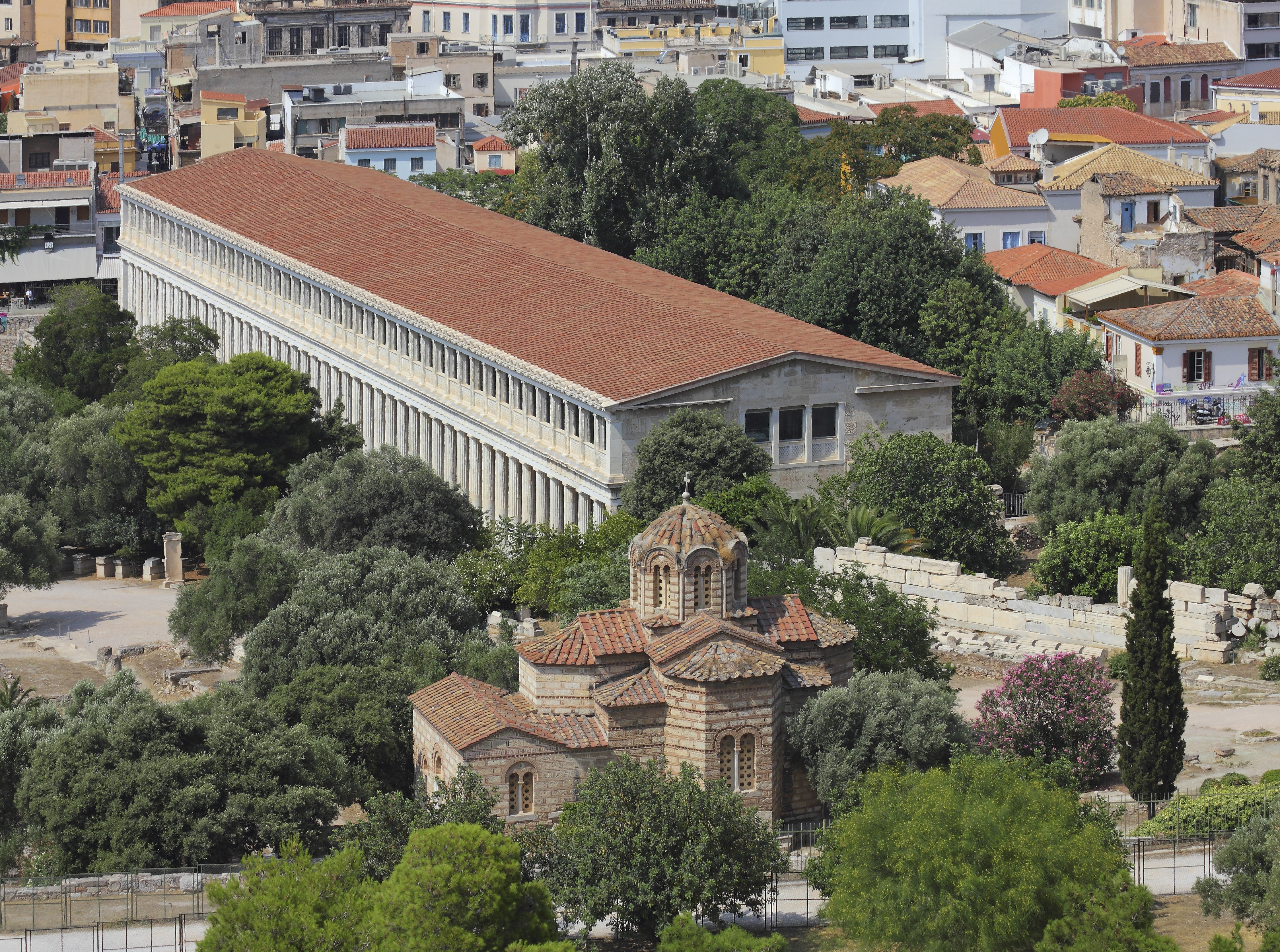
La stoa d'Attale vue des pentes nord de l'Acropole

## Description
Typique de l'art hellénistique, la stoa est un bâtiment de grande envergure, long de 116,50 m et large de 20,05 m, construit sur deux niveaux, un rez-de-chaussée d'ordre dorique et un étage d'ordre ionique, reliés par deux escaliers situés aux extrémités. Les murs sont constitués de calcaire du Pirée, avec une façade en marbre du Pentélique et un toit de tuiles.
L'ensemble pouvait accueillir, dans l'Antiquité, deux fois vingt et une boutiques, chacune mesurant 4,91 m sur 4,66 m. Les locaux étaient loués par l’État athénien. Il s'agissait donc d'un centre commercial, mais aussi d'un lieu de sociabilité où les citoyens pouvaient se retrouver et discuter tout en s'abritant du soleil pendant l'été et du froid pendant l'hiver.

## Manifestations et cérémonies contemporaines
La stoa d'Attale est parfois utilisée pour des manifestations non archéologiques qui bénéficient ainsi du prestige de ce monument, symbole de la cité antique. La cérémonie de signature du traité d'élargissement de l'Union européenne à dix nouveaux pays (Estonie, Lettonie, Lituanie, Pologne, République tchèque, Slovaquie, Hongrie, Slovénie, Chypre, Malte) y fut organisée, sous la présidence grecque de l'UE, le 16 avril 2003.